# پسری از آمریکا
پسری از آمریکا (فرانسوی: Un fils d'Amérique‎) یک فیلم کمدی-درام فرانسوی-مجارستانی به کارگردانی کارمینه گالونه است که در سال ۱۹۳۱ منتشر شد.

## بازیگران
- آلبر پرژان
- آنابلا
- سیمون سیمون